# Ștefan Râmniceanu
Né à Ploiești en Roumanie le 15 août 1954, Ștefan Râmniceanu vit et travaille entre Paris et Bucarest. Ancien élève de la faculté des Beaux-Arts « Nicolae Grigorescu » dont il est diplômé en 1979, il est l'une figure représentative de l'art contemporain roumain. La démarche artistique de Stefan Ramniceanu n’a cessé de captiver le public dès ses premières expositions car il est, comme l'a relevé le philosophe et critique Andrei Pleșu, « un de ces artistes qui savent séduire, irriter et surprendre ; autrement dit, il a le don d'être imprévisible ».

## De la Roumanie communiste au «monde libre»
La trajectoire artistique de Stefan Ramniceanu débute dans la Roumanie des années 1980. Ses deux premières expositions personnelles, au théâtre Giulesti en 1979 et à l'Amfiteatru en 1980 sont suivies par la bourse de l'Union des artistes plastiques de Roumanie (ro), le prix de la revue « Amfiteatru » ainsi que par plusieurs participations à des concours et expositions collectifs nationaux. En 1985 Stefan Ramniceanu organise sa première exposition personnelle d'envergure, simultanément dans deux galeries aux noms bien connus des familiers de la vie culturelle bucarestoise, « Atelier 35 » et « Galeria Orizont ». Sa démarche artistique attire l’attention de plusieurs personnalités majeures de la scène culturelle roumaine. Radu Bogdan, historien et critique d’art, l'exégète du peintre national Ion Andreescu et le philosophe Nicolae Steinhardt, l'auteur du « Journal de la Félicité », évoquent la lumière de ses œuvres, « une lumière de l’intérieur qui spiritualise la forme »  pour l'un, « une lumière douce » pour l'autre. Pour l'historien et ancien Ministre de la Culture et des Cultes Răzvan Theodorescu, l'œuvre de l'artiste apparaît « comme une certitude du lendemain dans l’art roumain ». Dans les années suivantes, l'artiste sera présent dans des expositions collectives internationales représentant la Roumanie en Hongrie, en Autriche ainsi qu'en Bulgarie où il remporte son premier prix international à la Triennale de peinture de Sofia.
En 1988, l'artiste organise dans les ruines du plus ancien palais princier de Bucarest, « Curtea Veche l'exposition « Ferecătura », qui allait devenir un événement culturel remarquable. Destinée à célébrer 300 de ans de l'avènement sur le trône de la Valachie du Prince Constantin II Brâncoveanu, l'exposition se proposait de réinventer la grammaire de l’art byzantin orthodoxe.
« Nous sommes devant une expérience unique et devant une réussite émouvante, étrange, beaucoup attendue », se félicitait Răzvan Theodorescu lors de son vernissage.
« Avec l'étonnante simultanéité avec l'action destructive de la dictature de Ceausescu, le signal en était précieux […] c'était vraiment un appel pour nous tous, un appel à la mémoire, un appel au courage de restaurer le passé… » écrivait plus tard le critique d'art et ancien ambassadeur de la Roumanie auprès de l'UNESCO, Dan Hăulică.
« Ton art est une réplique réconfortante aux murs des palais qui tombent, car tu fais des décombres une grande boite de résonance de la noblesse d'esprit chargée d'histoire et d'espérance », lui écrivait son professeur, le peintre Ion Salisteanu.
« …Stefan Ramniceanu déploie devant nos yeux d'immenses énergies […] Son geste est impératif, son effort d'une proportion ahurissante. On y perçoit une dimension héroïque, une nature guerrière qui cultive simultanément la véhémence et la cérémonie […] » écrivait celui qui allait devenir Ministre de la Culture (1989 à 1991) puis Ministre des Affaires Etrangères (1997 à 1999), Andrei Pleșu dans l'essai « La Croisade de Stefan Ramniceanu ».
De ce même texte, la télévision roumaine s'inspire pour le titre du reportage consacré à l'évènement : « Le sens de la grandeur, le culte de l'effort et la joie de l'offensive dans l'œuvre de Stefan Ramniceanu », réalisé en 1991 par la critique d'art Ruxandra Garofeanu.

## La confrontation aux épreuves artistiques de la peinture internationale
Avec l’exposition de 1988, le nom de l’artiste s’invite dans les  cercles diplomatiques des puissances occidentales qui ouvrent à son œuvre les portes du « monde libre ». C’est ainsi que le Ministère de la Culture grec lui propose de réitérer son exposition « Ferecătura » à Athènes sous le titre « Rapport à Byzance ». Accueillie en 1989 dans le centre théologique de Rizarios, « l'exposition donnait corps, d'une manière impressionnante, au concept formulé par l’historien Nicolae Iorga "Byzance après Byzance" ». « L'Univers des images qui illustrent avec force, l'immense accolade qui lie, à travers le temps, des strates successives de la grande spiritualité », (Corneliu Antim) a conquis la Grèce, enthousiaste, un journal de l'époque titrant même « Le Roumain qui a rendu fou le monde ». L'artiste offre à la ville d'Athènes l'œuvre-symbole de l'exposition, une cloche, « comme un tribut d'honneur envers la civilisation byzantine.. solennelle, hiératique, la cloche byzantine domine l'espace spirituel du plus important séminaire théologique de Grèce-la Rizarios » (Cléa Kehayoglou) au 39, boulevard Vassilissis Sofias.
Peu de temps après avoir pris part à la révolution roumaine, le gouvernement français lui accorde une bourse d'études à Paris ; en 1992, il devient résident de la Cité internationale des arts. En établissant son atelier à Paris, l'artiste inscrit sa démarche dans la tradition des artistes roumains dans la Ville-Lumière. « Je ne peins ni avec des tubes de peinture ni avec des pinceaux, je peins avec la mémoire des choses » a récemment déclaré l’artiste à propos de son œuvre qui a été largement exposées à Paris ainsi qu’à l’étranger depuis le début des années 1990 dans de nombreux lieux culturels, à l’instar des espaces Bernanos, Sandoz - Cité Internationale des Arts, le Centre Culturel Roumain à Paris, la Défense, des galeries Louis, F.H. Art Forum, Visio Dell’Arte à Paris, Jardin de Lumière en Belgique à Bruxelles, HS Kunst en Allemagne à Heidelberg, Uni-Terre en Suisse, à Genève, Alkent en Turquie à Istanbul, ainsi que de nombreuses foires d'art contemporain en France, en Turquie, à Dubaï… les critiques soulignant la force de sa démarche artistique :
« En cet Occident dépositaire de tant de valeurs artistiques universelle, et en même temps soumis aux courants à la mode, l'œuvre de Ramniceanu apporte ... "je ne sais pas quoi de lointain qui annonce l'Orient" » Dan Hăulică.
Dans l’essai critique « Byzance après Pollock » sur l’exposition « Regards sur les nuits dorées » organisée par la galerie parisienne F.H. Art Forum à Paris, Dan Hăulică évoquait « Un Byzance qui est passé par l’exclamation radicale des noirs de Soulages et de Kline, par l’expansion vibratoire de Pollock ».
« Condensé de sensations et d'expériences diverses, sa peinture est un subtil dosage de dogme et de rêve, où les formes et les émotions se correspondent étroitement, constituant un vibrant poème cosmique » Arlette Sérullaz, conservateur général au Louvre, directrice du musée Delacroix à Paris.
« Comme si, en se régalant copieusement de la richesse de Crésus de l'offre internationale des dernières décennies - qu'il sait très bien maîtriser et amplifier - Ramniceanu serait contraint par ses propres lois à retenir de ce marché visuel énorme, plutôt les syntagmes qui résonnent avec son passé culturel » Magda Carnecia, poétesse et critique d'art.
Depuis son installation en France, Stefan Ramniceanu s’impose comme l’un des peintres emblématiques de la diaspora roumaine à Paris. La télévision roumaine lui consacre ainsi plusieurs séries d'émissions. En 1994, le public roumain découvre à la télévision son exposition majeure « La Chemise des Murs » à l'Institut culturel roumain de Paris. L’année suivante, il est interviewé par Mihaela Cristea dans le cadre de la série de reportages dédiés aux personnalités roumaines résidant à Paris puis par Monica Zvirjinski dans son show « Personalități în top ».  Quelques années plus tard, en 2004, Vlad Nistor réalise à Paris un reportage consacré à l'artiste dans le cadre des émissions « Interferente Culturale ». produite par Realtitatea TV. L'année suivante, c’est une émission en direct d’une heure qui lui est consacré dans laquelle l’artiste livre certaines des clefs de compréhension de son art et de sa trajectoire.

## La quête de l'«Homme Universel»
L’œuvre de Ramniceanu peut difficilement être associée à un mouvement en particulier de la même façon qu’elle ne s'inscrit pas dans une seule tradition artistique. L’inspiration de l’artiste trouve notamment ses sources dans la tradition byzantine moyenâgeuse roumaine. Le langage de la matière est au cœur de l’œuvre de Stefan Ramniceanu, dont la plupart des créations présente une structure tridimensionnelle. Les couches accumulées de peinture aux couleurs atténuées donnent à ses peintures une structure en relief, quasi sculpturale. À l’heure où l’art contemporain tend à ériger la provocation en tant que système créatif, Ramniceanu prend le parti pris artistique de la spiritualité dans l'art. L’artiste définit cette quête comme un chemin initiatique vers la figure - archétype d’un « homme universel », résurgence contemporaine de l’homme de la Renaissance. À y regarder de plus près, l’énergie créatrice de Ramniceanu n’est pas sans évoquer la célèbre maxime d’Albert Camus - « tout blasphème est révérencieux, il participe au sacré » - tant la volonté de rupture qui traverse sa création est riche de la mémoire des traditions.
En 2014, soit 26 après son exposition « Ferecătura », l'artiste célébrera une nouvelle fois la mémoire de Constantin II Brâncoveanu, à trois cents ans de sa mort. Dans un autre palais du prince, celui de Mogosoaia une exposition rétrospective de son œuvre sera présentée[Quand ?] par le Centre Culturel des Palais de Brâncoveanu à Bucarest.